# Beroia (Mythologie)
Beroia (altgriechisch Βέροια Béroia oder Βέρροια Bérroia) ist eine Person der griechischen Mythologie.
Beroia ist die eponyme Heroine der gleichnamigen makedonischen Stadt Beroia. Sie ist die Tochter des Beres und die Schwester der Mieza und des Olganos.